# Mahmut Tekdemir
Mahmut Tekdemir (Diyarbakır, 20 gennaio 1988) è un calciatore turco, centrocampista o difensore dell'Ankaragücü.

## Caratteristiche tecniche
È un mediano, dotato di forte carisma, che fa della caparbietà e dell'intensità i suoi punti di forza principali. Nonostante l'altezza non molto elevata, si dimostra abile nel gioco aereo e negli inserimenti offensivi senza palla. Tuttavia all'occorrenza grazie alla sua duttilità tattica, può arretrare il proprio raggio d'azione giocando occasionalmente come difensore centrale.

## Carriera

### Club
Cresce calcisticamente tra il 2003 e il 2006, nelle giovanili dell'Istanbul Başakşehir, con cui fa il suo esordio in prima squadra, il 30 agosto 2006 nella partita di Coppa di Turchia vinta per 5-2 in trasferta contro il Kartalspor. Il 13 gennaio 2008 debutta nella massima serie turca entrando nei minuti finali della sfida pareggiata per 2-2 fuori casa contro il Fenerbahçe. Il 16 marzo del 2013 sigla la sua prima rete con la società arancioblù, nella vittoria interna per 4-2 contro il Mersin İ. Yurdu.
Dopo alcune stagioni giocate con l'Instanbul B.B. nella massima serie turca, retrocede con il club turco nella stagione 2013-2014, in seconda serie. L'annata successiva, dopo una sola stagione, viene promosso nella massima divisione nazionale, venendo anche nominato come capitano del club, tuttavia con 4 centri in 29 partite, risulta la migliore a livello statistico personale di reti segnate.
Gli anni successivi con l'arrivo in squadra dell'esperto calciatore Emre Belözoğlu, alternerà la fascia per alcune stagioni con il connazionale. Il 28 settembre 2017, arriva il debutto europeo nella fase a gironi di Europa League, nella gara persa per 2-1 in trasferta contro il Braga. Con i Gufi vince per la prima volta il campionato turco 2019-2020. Il 24 novembre 2020 debutta anche nella fase a gironi di Champions League, nella partita persa per 4-1 in trasferta contro il Manchester Utd.

### Nazionale
Dopo aver militato nelle varie nazionali giovanili turche, il 31 marzo 2015, il CT Fatih Terim, lo fa debuttare con la nazionale turca, giocando come titolare per tutti e 90 i minuti, nell'amichevole vinta in trasferta per 2-1 contro il Lussemburgo.

## Statistiche

### Presenze e reti nei club
Statistiche aggiornate al 31 maggio 2021.
| Stagione        | Squadra         | Campionato      | Campionato | Campionato | Coppa nazionali | Coppa nazionali | Coppa nazionali | Coppe continentali | Coppe continentali | Coppe continentali | Altre coppe | Altre coppe | Altre coppe | Totale | Totale |
| Stagione        | Squadra         | Comp            | Pres       | Reti       | Comp            | Pres            | Reti            | Comp               | Pres               | Reti               | Comp        | Pres        | Reti        | Pres   | Reti   |
| --------------- | --------------- | --------------- | ---------- | ---------- | --------------- | --------------- | --------------- | ------------------ | ------------------ | ------------------ | ----------- | ----------- | ----------- | ------ | ------ |
| 2006-2007       | Başakşehir      | SL              | 0          | 0          | TK              | 1               | 0               | -                  | -                  | -                  | -           | -           | -           | 1      | 0      |
| 2007-2008       | Başakşehir      | SL              | 5          | 0          | TK              | 0               | 0               | -                  | -                  | -                  | -           | -           | -           | 5      | 0      |
| 2008-2009       | Başakşehir      | SL              | 21         | 0          | TK              | 1               | 0               | -                  | -                  | -                  | -           | -           | -           | 22     | 0      |
| 2009-2010       | Başakşehir      | SL              | 23         | 0          | TK              | 3               | 0               | -                  | -                  | -                  | -           | -           | -           | 26     | 0      |
| 2010-2011       | Başakşehir      | SL              | 28         | 0          | TK              | 7               | 0               | -                  | -                  | -                  | -           | -           | -           | 35     | 0      |
| 2011-2012       | Başakşehir      | SL              | 31+5       | 0          | TK              | 0               | 0               | -                  | -                  | -                  | -           | -           | -           | 36     | 0      |
| 2012-2013       | Başakşehir      | SL              | 28         | 1          | TK              | 0               | 0               | -                  | -                  | -                  | -           | -           | -           | 28     | 1      |
| 2013-2014       | Başakşehir      | 1L              | 29         | 1          | TK              | 2               | 1               | -                  | -                  | -                  | -           | -           | -           | 31     | 2      |
| 2014-2015       | Başakşehir      | SL              | 29         | 4          | TK              | 3               | 0               | -                  | -                  | -                  | -           | -           | -           | 32     | 4      |
| 2015-2016       | Başakşehir      | SL              | 31         | 1          | TK              | 5               | 0               | UEL                | 2                  | 0                  | -           | -           | -           | 38     | 1      |
| 2016-2017       | Başakşehir      | SL              | 26         | 2          | TK              | 4               | 0               | UEL                | 3                  | 0                  | -           | -           | -           | 33     | 2      |
| 2017-2018       | Başakşehir      | SL              | 26         | 1          | TK              | 3               | 0               | UCL+UEL            | 4+2                | 0                  | -           | -           | -           | 35     | 1      |
| 2018-2019       | Başakşehir      | SL              | 32         | 0          | TK              | 0               | 0               | UEL                | 2                  | 0                  | -           | -           | -           | 34     | 0      |
| 2019-2020       | Başakşehir      | SL              | 24         | 3          | TK              | 1               | 0               | UCL+UEL            | 1+6                | 0                  | -           | -           | -           | 32     | 3      |
| 2020-2021       | Başakşehir      | SL              | 31         | 1          | TK              | 1               | 0               | UCL                | 3                  | 0                  | -           | -           | -           | 35     | 1      |
| Totale carriera | Totale carriera | Totale carriera | 364+5      | 14         |                 | 31              | 1               |                    | 23                 | 0                  |             | -           | -           | 423    | 15     |

### Cronologia presenze e reti in nazionale
| Cronologia completa delle presenze e delle reti in nazionale ― Turchia | Cronologia completa delle presenze e delle reti in nazionale ― Turchia | Cronologia completa delle presenze e delle reti in nazionale ― Turchia | Cronologia completa delle presenze e delle reti in nazionale ― Turchia | Cronologia completa delle presenze e delle reti in nazionale ― Turchia | Cronologia completa delle presenze e delle reti in nazionale ― Turchia | Cronologia completa delle presenze e delle reti in nazionale ― Turchia | Cronologia completa delle presenze e delle reti in nazionale ― Turchia |
| Data                                                                   | Città                                                                  | In casa                                                                | Risultato                                                              | Ospiti                                                                 | Competizione                                                           | Reti                                                                   | Note                                                                   |
| ---------------------------------------------------------------------- | ---------------------------------------------------------------------- | ---------------------------------------------------------------------- | ---------------------------------------------------------------------- | ---------------------------------------------------------------------- | ---------------------------------------------------------------------- | ---------------------------------------------------------------------- | ---------------------------------------------------------------------- |
| 31-3-2015                                                              | Lussemburgo                                                            | Lussemburgo                                                            | 1 – 2                                                                  | Turchia                                                                | Amichevole                                                             | -                                                                      |                                                                        |
| 22-5-2016                                                              | Manchester                                                             | Inghilterra                                                            | 2 – 1                                                                  | Turchia                                                                | Amichevole                                                             | -                                                                      | 70’                                                                    |
| 27-3-2018                                                              | Podgorica                                                              | Montenegro                                                             | 2 – 2                                                                  | Turchia                                                                | Amichevole                                                             | -                                                                      |                                                                        |
| 1-6-2018                                                               | Ginevra                                                                | Tunisia                                                                | 2 – 2                                                                  | Turchia                                                                | Amichevole                                                             | -                                                                      |                                                                        |
| 5-6-2018                                                               | Mosca                                                                  | Russia                                                                 | 1 – 1                                                                  | Turchia                                                                | Amichevole                                                             | -                                                                      | 46’                                                                    |
| 11-10-2018                                                             | Rize                                                                   | Turchia                                                                | 0 – 0                                                                  | Bosnia ed Erzegovina                                                   | Amichevole                                                             | -                                                                      | 65’                                                                    |
| 14-10-2018                                                             | Soči                                                                   | Russia                                                                 | 2 – 0                                                                  | Turchia                                                                | UEFA Nations League 2018-2019 - 1º turno                               | -                                                                      | 63’                                                                    |
| 17-11-2018                                                             | Eskişehir                                                              | Turchia                                                                | 0 – 1                                                                  | Svezia                                                                 | UEFA Nations League 2018-2019 - 1º turno                               | -                                                                      | 72’                                                                    |
| 22-3-2019                                                              | Scutari                                                                | Albania                                                                | 0 – 2                                                                  | Turchia                                                                | Qual. Euro 2020                                                        | -                                                                      |                                                                        |
| 25-3-2019                                                              | Eskişehir                                                              | Turchia                                                                | 4 – 0                                                                  | Moldavia                                                               | Qual. Euro 2020                                                        | -                                                                      |                                                                        |
| 30-5-2019                                                              | Antalya                                                                | Turchia                                                                | 2 – 1                                                                  | Grecia                                                                 | Amichevole                                                             | -                                                                      | 61’                                                                    |
| 8-6-2019                                                               | Konya                                                                  | Turchia                                                                | 2 – 0                                                                  | Francia                                                                | Qual. Euro 2020                                                        | -                                                                      | 39’                                                                    |
| 11-10-2019                                                             | Istanbul                                                               | Turchia                                                                | 1 – 0                                                                  | Albania                                                                | Qual. Euro 2020                                                        | -                                                                      |                                                                        |
| 14-10-2019                                                             | Saint-Denis                                                            | Francia                                                                | 1 – 1                                                                  | Turchia                                                                | Qual. Euro 2020                                                        | -                                                                      |                                                                        |
| 14-11-2019                                                             | Istanbul                                                               | Turchia                                                                | 0 – 0                                                                  | Islanda                                                                | Qual. Euro 2020                                                        | -                                                                      |                                                                        |
| 6-9-2020                                                               | Belgrado                                                               | Serbia                                                                 | 0 – 0                                                                  | Turchia                                                                | UEFA Nations League 2020-2021 - 1º turno                               | -                                                                      |                                                                        |
| 7-10-2020                                                              | Colonia                                                                | Germania                                                               | 3 – 3                                                                  | Turchia                                                                | Amichevole                                                             | -                                                                      | 70’                                                                    |
| 11-10-2020                                                             | Mosca                                                                  | Russia                                                                 | 1 – 1                                                                  | Turchia                                                                | UEFA Nations League 2020-2021 - 1º turno                               | -                                                                      | 27’ 80’                                                                |
| 14-10-2020                                                             | Istanbul                                                               | Turchia                                                                | 2 – 2                                                                  | Serbia                                                                 | UEFA Nations League 2020-2021 - 1º turno                               | -                                                                      | 76’                                                                    |
| 15-11-2020                                                             | Istanbul                                                               | Turchia                                                                | 3 – 2                                                                  | Russia                                                                 | UEFA Nations League 2020-2021 - 1º turno                               | -                                                                      | 86’                                                                    |
| 18-11-2020                                                             | Budapest                                                               | Ungheria                                                               | 2 – 0                                                                  | Turchia                                                                | UEFA Nations League 2020-2021 - 1º turno                               | -                                                                      | 48’ 88’                                                                |
| 31-5-2021                                                              | Adalia                                                                 | Turchia                                                                | 0 – 0                                                                  | Guinea                                                                 | Amichevole                                                             | -                                                                      | 86’                                                                    |
| Totale                                                                 |                                                                        | Presenze                                                               | 22                                                                     |                                                                        | Reti                                                                   | 0                                                                      |                                                                        |

## Palmarès

### Club

#### Competizioni nazionali
- Campionato turco di seconda divisione: 1

İstanbul BB: 2013-2014
- Campionato turco: 1

İstanbul Başakşehir: 2019-2020